# Шпачок
Шпачо́к (Sturnia) — рід горобцеподібних птахів родини шпакових (Sturnidae). Представники цього роду мешкають в Південній і Південно-Східній Азії. Раніше їх відносили до роду Шпак (Sturnus), однак за результатами низки молекулярно-філогенетичних досліджень вони були переведені до відновленого роду Sturnia.

## Види
Виділяють п'ять видів:
- Шпачок китайський (Sturnia sinensis)
- Шпачок сіроголовий (Sturnia malabarica)
- Шпачок білоголовий (Sturnia erythropygia)
- Шпачок малабарський (Sturnia blythii)[7]
- Шпачок брамінський (Sturnia pagodarum)